# Doux (Ardennes)
Doux település Franciaországban, Ardennes megyében. Lakosainak száma 102 fő (2022. január 1.). Doux Bertoncourt, Coucy, Novy-Chevrières, Rethel és Thugny-Trugny községekkel határos.

## Népesség
A település népességének változása:
| Lakosok száma | 71   | 78   | 63   | 63   | 77   | 93   | 100  | 102  | 103  | 102  |
|               | 1968 | 1982 | 1990 | 2006 | 2013 | 2015 | 2017 | 2019 | 2020 | 2022 |